# Триперстка філіппінська
Триперстка філіппінська (Turnix ocellatus) — вид сивкоподібних птахів родини триперсткових (Turnicidae).

## Поширення
Ендемік Філіппін. Поширений на острові Лусон та сусідньому дрібному острові Маріндук.